# Дисен ам Амерзе
Дисен ам Амерзе (на немски: Dießen am Ammersee) е община (Marktgemeinde) в окръг Ландсберг ам Лех, в Горна Бавария, Германия, с 10 326 жители (2015). Намира се на брега на езерото Амерзе, на около 40 km югозападно от Мюнхен.
Между 1121/1122 у 1127 г. графовете на Дисен от Андекската династия основават фамилния манастир Дийсен.